# 陳綬 (弘治進士)
陳綬（1451年—？年），字學之，廣東廣州府順德縣人，軍籍，治《易經》，明朝政治人物。

## 生平
廣東鄉試第三十八名舉人。弘治三年（1490年）中式庚戌科二甲第十八名進士。

## 家族
曾祖陳子明；祖父陳訥，府經歷；父陳瑾]]，縣丞。母游氏。